# غزو! فتاة الحبار
غزو! فتاة الحبار (باليابانية: 侵略!イカ娘، بالروماجي: Shinryaku! Ika Musume)
(بالإنجليزية: Squid Girl)‏ هي سلسلة مانغا يابانية من تأليف ماساهيرو آنبي، نشرت من قبل أكيتا شوتين في مجلة شامبيون شونن الأسبوعية، صدرت المانغا في يوليو عام 2007  حتى فبراير عام 2016، تم تجميع فصول مانغا 22 مجلد تانكوبون، صدرت في 7 مارس عام 2008 حتى 15مايو عام 2016. اقتبست إلى أنمي تلفزيوني من قبل استوديو ديوميديا، عرض الأنمي في 4 أكتوبر عام 2010 واستمر عرضه حتى 20 ديسمبر عام 2010، وتكون من 12 حلقة. عرض الجزء الثاني في 26 سبتمبر عام 2011 واستمر عرضه حتى 26 ديسمبر عام 2011، وتكون من 12 حلقة + 3 حلقات أوفا.

## القصة
تدور أحداث القصة عن فتاة الحبار، التي تعهدت على السيطرة على العالم كانتقام لتلويث المحيطات، تحاول جعل قاعدة عملياتها مطعم صغير على شاطئ البحر يديره الأشقاء آيزاوا.

## الشخصيات

### الشخصيات الرئيسية
فتاة الحبار (باليابانية: イカ娘، بالروماجي: Ika Musume)
مؤدية الصوت: هيساكو كانيموتو
إيكو آيزاوا (باليابانية: 相沢 栄子، بالروماجي: Aizawa Eiko)
مؤدية الصوت: أيومي فوجيمورا
تشيزورو آيزاوا (باليابانية: 相沢 千鶴، بالروماجي: Aizawa Chizuru)
مؤدية الصوت: ريه تاناكا
تاكيرو آيزاوا (باليابانية: 相沢 たける، بالروماجي: Aizawa Takeru)
مؤدية الصوت: ميكي أوتاني

### شخصيات أخرى
ساناي ناغاتسوكي (باليابانية: 長月 早苗، بالروماجي: Nagatsuki Sanae)
مؤدية الصوت: كاناي إيتو
غورو أراشياما (باليابانية: 嵐山 悟郎، بالروماجي: Arashiyama Gorō)
مؤدي الصوت: يويتشي ناكامورا
ناغيسا سايتو (باليابانية: 斉藤 渚، بالروماجي: Saitō Nagisa)
مؤدية الصوت: أزوسا كاتاوكا
مدير ميناميكاز (باليابانية: 南風の店長، بالروماجي: Minamikaze no Tenchō)
مؤدي الصوت: ريكيا كوياما
أيومي توكيتا (باليابانية: 常田 鮎美، بالروماجي: Tokita Ayumi)
مؤدية الصوت: أياكو كاواسومي
سيندي كامبل (باليابانية: シンディー・キャンベル، بالروماجي: Shindī Kyanberu)
مؤدية الصوت: هيتومي ناباتامي
هاريس (باليابانية: ハリス، بالروماجي: Harisu)
مؤدي الصوت: سيجي ساساكي
كلارك (باليابانية: クラーク، بالروماجي: Kurāku)
مؤدي الصوت: آنري كاتشو
مارتن (باليابانية: マーティン، بالروماجي: Mātin)
مؤدي الصوت: تيتسوؤو غوتو
كيومي ساكورا (باليابانية: 紗倉 清美، بالروماجي: Sakura Kiyomi)
مؤدية الصوت: كوكورو كيكوتشي
تاتسو إيسوزاكي (باليابانية: 磯崎 辰雄، بالروماجي: Isozaki Tatsuo)
مؤدي الصوت: شونزو مياساكا
كوزوي تانابي (باليابانية: 田辺 梢، بالروماجي: Tanabe Kozue)
مؤدية الصوت: أكمي كاندا
آيكو سايتو (باليابانية: 斉藤 愛子، بالروماجي: Saitō Aiko)
مؤدية الصوت: هيروكو أوشيدا
روكا شيروسوغي (باليابانية: 白椙 留夏، بالروماجي: Shirosugi Ruka)
مؤدية الصوت: هيروكو أوشيدا
يوتا ماتسوموتو (باليابانية: 松本 ユタ، بالروماجي: Matsumoto Yūta)
مؤدية الصوت: يوكو سانبي

## وصلات خارجية
- الموقع الرسمي (باليابانية)
- غزو! فتاة الحبار على تلفزيون طوكيو (باليابانية)
- غزو! فتاة الحبار على موقع ANN manga (الإنجليزية)

لم يتم العثور على روابط لمواقع التواصل الاجتماعي.